# BunsenLabs
BunsenLabs ist eine auf Debian basierende Linux-Distribution, die zur Anwendung auf älterer Hardware optimiert ist.

## Entwicklung
BunsenLabs stellt einen geistigen Nachfolger zum eingestellten CrunchBang Linux dar. Von diesem übernimmt es Openbox als Fenstermanager. Das Design ist schlicht gehalten. Bei den Paketquellen setzt BunsenLabs auf Debian in der stabilen Fassung. Bei der Auswahl an Software wird größtenteils auf GTK basierte Programme gesetzt.

## Besonderheiten
Ein schlankes Grundsystem wird mit einem minimalistischen Erscheinungsbild kombiniert. Der Fenstermanager ist dabei stark anpassbar und unterstützt auch moderne Widescreen-Monitore.